# Sonoma wintuorum
Sonoma wintuorum är en skalbaggsart som beskrevs av Chandler 2003. Sonoma wintuorum ingår i släktet Sonoma och familjen kortvingar. Inga underarter finns listade i Catalogue of Life.